# Thompson (contea di Susquehanna, Pennsylvania)
Thompson è un comune (borough) degli Stati Uniti d'America, situato nello stato della Pennsylvania, nella contea di Susquehanna.